# داون (ترانه فیفت هارمونی)
«داون» (به انگلیسی: Down) ترانه‌ای است که توسط گروه دخترانه اهل ایالات متحده آمریکا فیفت هارمونی برای سومین آلبوم استودیویی خود ضبط شده‌است. این ترانه در ۲ ژوئن ۲۰۱۹ به‌عنوان نخستین تک‌آهنگ آلبوم توسط اپیک رکوردز منتشر شد.